# Antonio Galli da Bibbiena

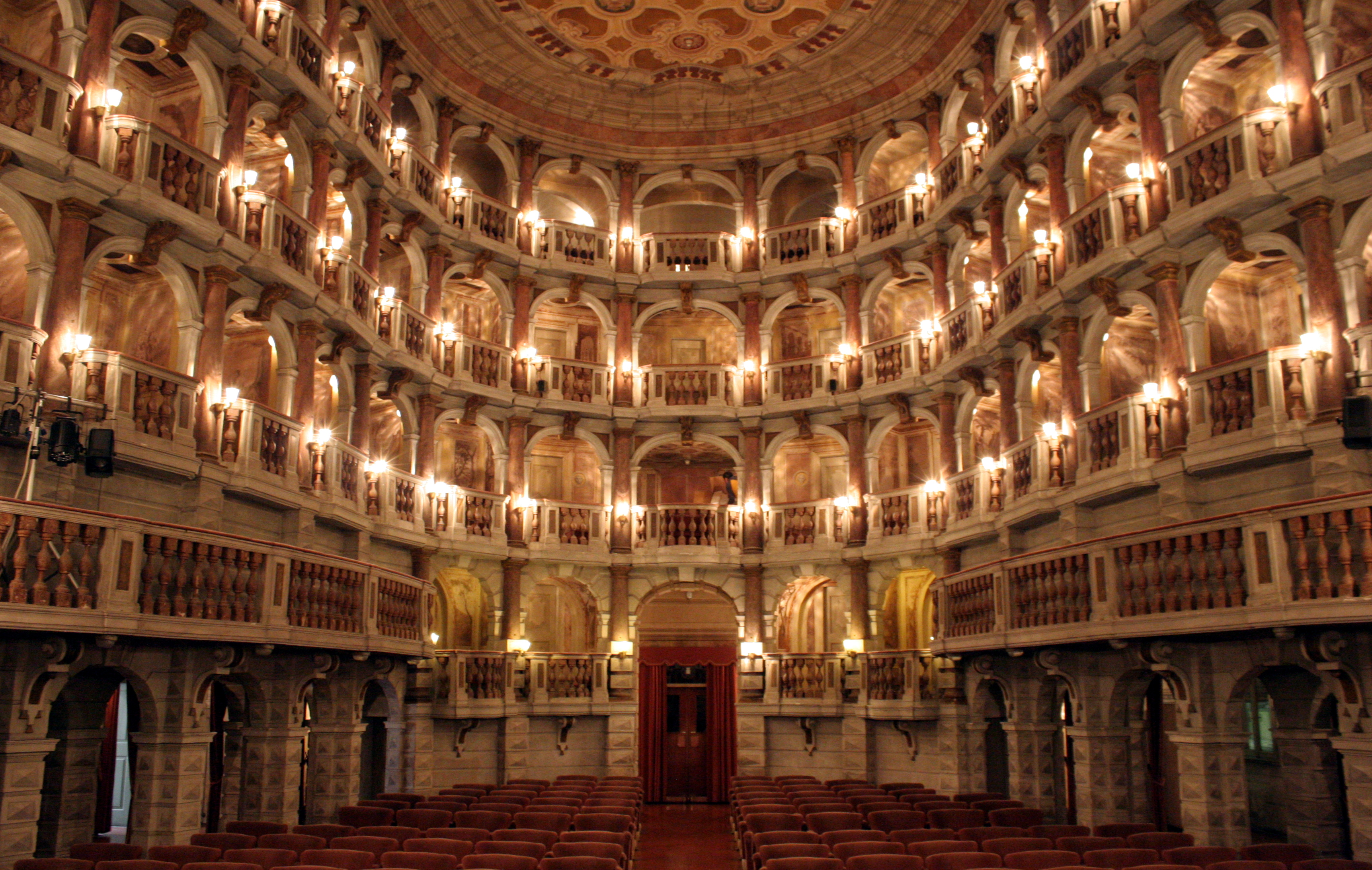
Il Teatro Scientifico di Mantova, 1769.

Antonio Luigi Galli da Bibbiena (Parma, 1º gennaio 1697 – Milano, 28 gennaio 1774) è stato uno scenografo, architetto e trattatista italiano.

## Biografia
Terzo figlio del celebre Ferdinando Galli da Bibbiena (1657–1743), a sua volta figlio di Giovanni Maria Galli da Bibbiena (1625–65).
Compie i suoi studi a Bologna e con il padre Ferdinando (la madre si chiamava Corona Margherita Stradella) trascorre alcuni periodi a Barcellona e Vienna. Studia con il padre e inizia la carriera di architetto, ma è anche scenografo e pittore. Con il padre partecipa ai lavori di restauro del Teatro della Fortuna di Fano e, nel 1720, con suo zio Francesco alla ristrutturazione del Teatro Aliberti di Roma. Come scenografo lo troviamo al Teatro Fornaciari di Bologna dove, nel 1721,  allestisce Astarto e Sirita e al Teatro Vicini di Cento per l'allestimento del Coriolano.
A Vienna, nel 1723 e nel 1724, è impegnato anche come scenografo degli spettacoli della corte imperiale assieme al fratello Giuseppe, e nella decorazione della galleria di palazzo Questenberg e della biblioteca.
Lo troviamo quindi in Ungheria per la decorazione della cattedrale di Veszprém nel 1726.
Nel 1727 è di nuovo a Vienna dove viene nominato secondo ingegnere teatrale e dove sposa Eleonora, figlia di Santino Bussi (suo stuccatore e collaboratore). Negli anni successivi, dopo avere lavorato alla decorazione della Peterskirche di Vienna, è spesso fuori Vienna: a Klosterneuburg (1732) appronta i fuochi d'artificio per il genetliaco di Carlo VI e nel 1740 i catafalchi di Vienna e Bratislava per le sue esequie; a Bratislava, nel 1739, aveva eretto l'arco trionfale per l'Esterházy e lo scalone del castello ad Ansbach; a Nagyszombat, in Slovacchia, l'altare della cappella della Madonna nel duomo.
Nel 1737 a Mantova cura il rifacimento della facciata della chiesa di San Barnaba. Accetta gli inviti e la protezione di Emerigo di Esterházy, vescovo di Veszprém e poi arcivescovo di Esztergom, e va a Bratislava sia nel settore civile sia nel settore religioso; rientra a Vienna, nel 1745, dopo la morte del protettore. Qui ristruttura il teatro di corte, opera dello zio Francesco e ottiene, nel 1747, la carica di primo architetto imperiale.

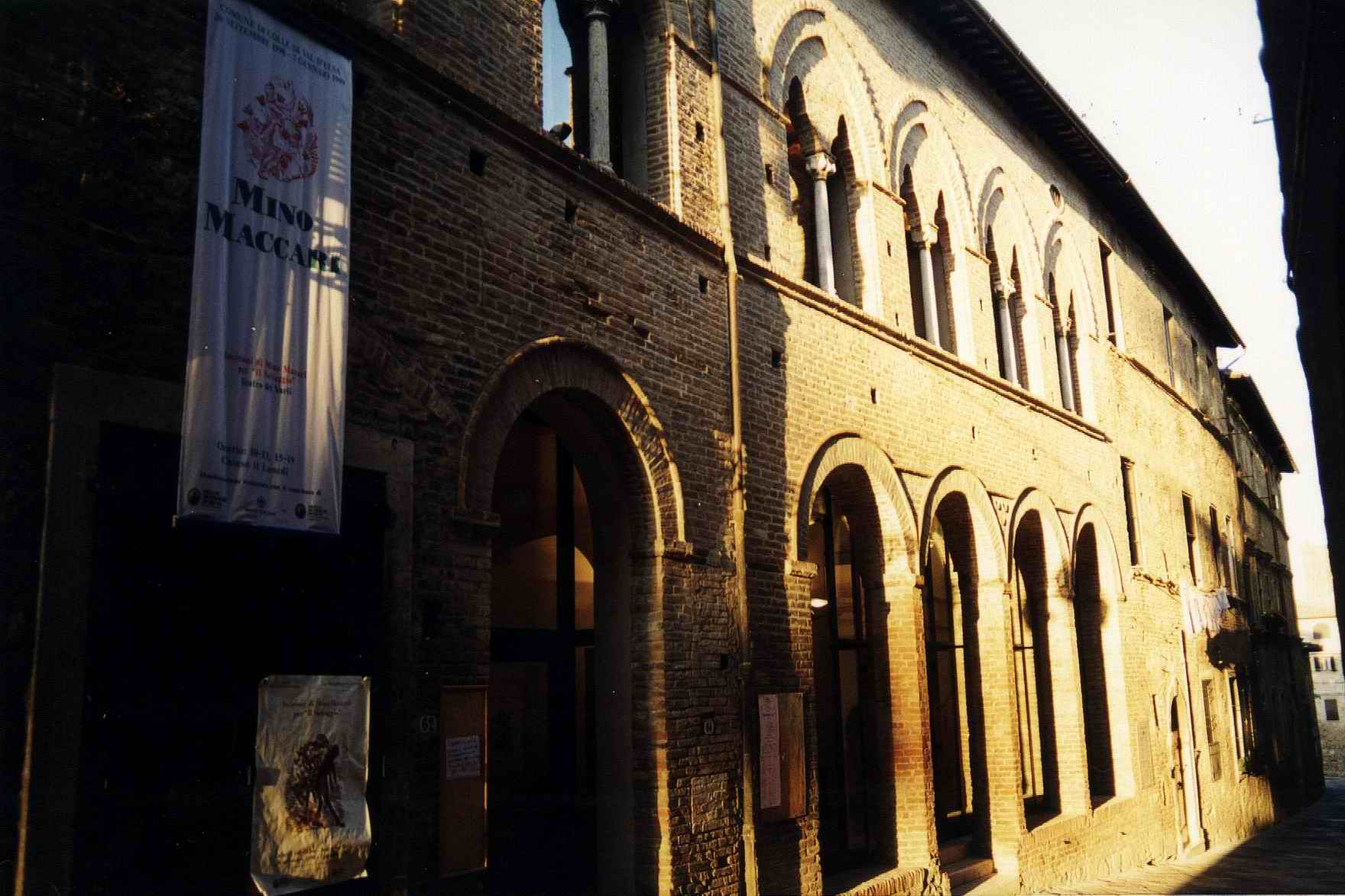
La facciata del Teatro dei Varii di Colle di Val d'Elsa.

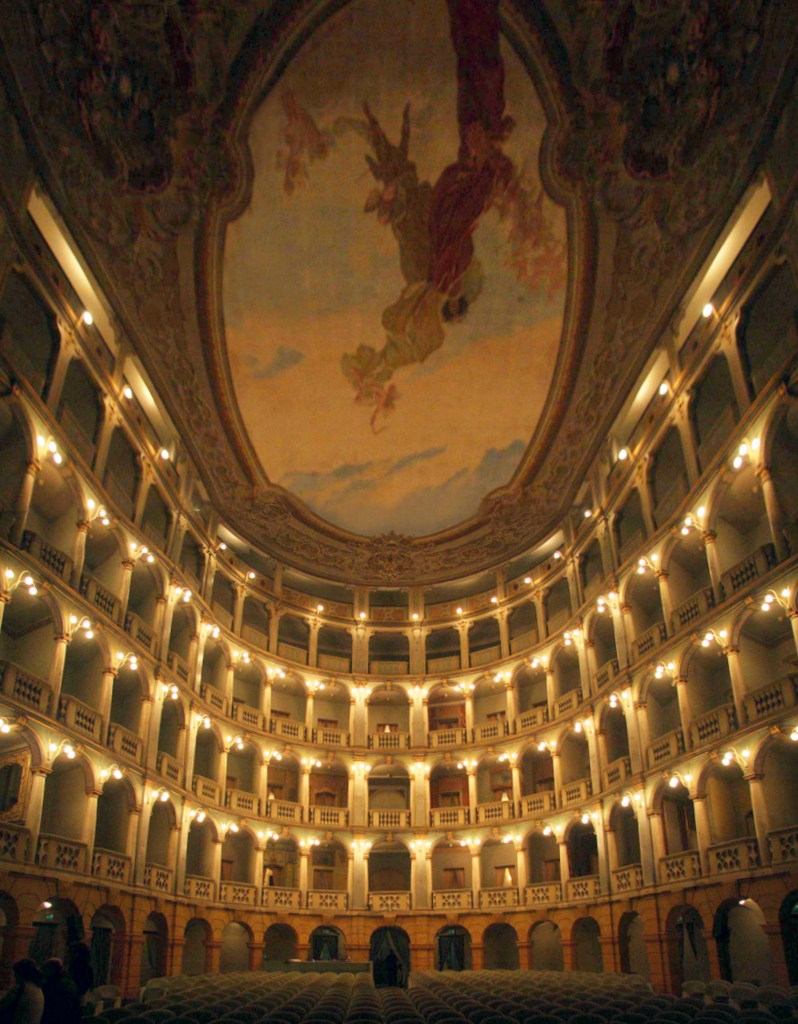
Teatro Fraschini di Pavia, 1773.

Nel 1751 torna in Italia, ricostruisce il Teatro dei Rinnovati di Siena, progetta il Teatro dei Varii di Colle di Val d'Elsa e il teatro di Pistoia e, a Firenze, decora e progetta le scene del Teatro della Pergola. Torna quindi a Bologna per la progettazione del nuovo teatro pubblico, che, per problemi finanziari, è più volte ridimensionato; fu inaugurato il 14 maggio 1763. A Bologna affresca in Palazzo Vizzani la Prospettiva. Tra il 1762 e il 1763 costruisce e decora, con la collaborazione di Giuseppe Marchetti, il salone e lo scalone del Palazzo Comunale di Forlì; affresca la sala del Consiglio di Ravenna e la chiesa, non più esistente, di Santa Maria della Vita a Bologna (una finta cupola dipinta su tela), oltre a decorare i palazzi gentilizi delle più importanti famiglie bolognesi. È attivo anche a Cremona, Verona, Piacenza e Treviso (Teatro Onigo). Si dedica quindi alla scenografia teatrale, a Milano, Parma, Reggio Emilia e Bologna.
Nel mantovano progetta la chiesa parrocchiale di Sant'Antonio Abate di Villa Pasquali, la cui costruzione si protrasse per quasi venti anni e che rimase incompiuta.
Torna di nuovo alla progettazione con il teatro Rossini di Lugo (completò 'opera del 1758–1760 di Ambrogio Petrocchi), il Teatro Scientifico di Mantova, inaugurato il 3 dicembre 1769) e il Teatro dei Quattro Cavalieri a Pavia (1771-1777), che presenta la caratteristica di avere i camerini all'altezza dei palchi lungo i corridoi.